# 1177 (sjukvårdsrådgivning)
1177 (före 1 april 2022 benämnd 1177 Vårdguiden) är en svensk webbplats och telefontjänst med information, rådgivning och tjänster inom hälsa och vård. Webbplatsen drivs av Inera AB, ett företag som ägs gemensamt av SKR, regioner och kommuner.

## Tjänster

### E-tjänster

#### E-legitimation inloggningskrav
Sedan 10 december 2019 kan man göra personliga vårdärenden genom att logga in på 1177.se med BankID eller Freja eID. Telia e-legitimation, och inloggning med utländska eID via appar för länder som gått med i EU-förordningen Electronic Identification, Authentication and Trust Services (eIDAS) fungerar också.

#### Användning
En undersökning från 2021 visade att fler än 8 av 10 svenskar någon gång har besökt webbplatsen 1177 och loggat in på den. Bland pensionärer är användningen lägre, drygt 6 av 10 pensionärer har någon gång besökt webbplatsen och loggat in.

### Telefonrådgivning
I Sverige finns även telefontjänsten 1177, vars syfte är att ge råd om vård eller att hitta rätt instans inom region- och länssjukvård såväl som inom primärvården. Tjänsten är öppen dygnet runt och nås via telefonnumret 1177. De som svarar i telefon är sjuksköterskor.
Sommaren 2006 började Region Skåne, Kronobergs läns landsting, Uppsala läns landsting, Jämtlands läns landsting och Gävleborgs läns landsting med kortnumret 1177, ett samarbete som med tiden utökades till hela Sverige. Under november 2013 blev tjänsten tillgänglig för hela Sverige under namnet 1177 Vårdguiden. Namnet Vårdguiden hade tidigare använts i Stockholms län.
Projektet hette ursprungligen "Vårdråd per telefon" (VPT) och startades 2003 på uppdrag av Socialdepartementet och organisationen Sveriges Kommuner och Landsting.

#### 2,7 miljoner läckta telefonsamtal
År 2019 rapporterade Computer Sweden att alla 2,7 miljoner inspelade telefonsamtal som ringts till 1177 sedan 2013, och som tagits emot av vårdentreprenören Medicall i Thailand (en underleverantör till Medhelp), hade varit tillgängliga som ljudfiler på en oskyddad webbserver och utan lösenordsskydd. Totalt rörde det sig om 170 000 timmar inspelat material med känsliga uppgifter om sjukdomar, krämpor, symptom, mediciner och tidigare behandlingar som mellan 2013 och 2019 legat helt oskyddade. 55 samtal ska ha laddats ned, från sju olika IP-adresser. I många fall uppgav de inringande sina personnummer och vissa ljudfiler var märkta med inringarens telefonnummer. Computer Swedens chefredaktör Marcus Jerräng kallade det för det "värsta svenska integritetshaveriet i mannaminne". Datainspektionen informerade att myndigheten avsåg att granska händelsen. 
På samma server hade leverantören Voice Integrate Nordic även sparat samtal till Prebus, en beställningscentral för Region Uppsalas sjuktransporter och drift av IT. Prebus AB är ett dotterbolag till Gamla Uppsala Buss AB som i sin tur ägs av Region Uppsala. Computer Sweden skrev att det kunde röra sig om över en halv miljon samtal. Prebus sade att de inte kände till att samtalen spelas in. Voice Integrate Nordic kunde inte svara på varför samtalen till Prebus hade spelats in.
Den 7 juni 2021 publicerade Integritetsskyddsmyndigheten sin granskning om händelsen. Granskningen kom fram till flera brister, att Medhelp inte hade vidtagit de lämpliga tekniska och organisatoriska åtgärder som krävts för att hålla en lämplig säkerhetsnivå för att förhindra att obehöriga kommit åt personuppgifterna. Avtalet med Medicall var olagligt eftersom det thailändska bolaget inte omfattades av hälso- och sjukvårdslagen och dess bestämmelser om tystnadsplikt och hantering av personuppgifter. Medhelp hade inte informerat de som ringde 1177 om hur deras personuppgifter hanterades förutom ett talsvarsmeddelande och hade heller inte säkerhetskopierat samtal till 1177 som Medhelp besvarade och spelade in.
Integritetsskyddsmyndigheten beslutade därför att totalt fem aktörer skulle betala viten. Medhelp ålades att betala vite på 12 miljoner kronor totalt, åtta miljoner för de exponerade ljudfilerna och tre miljoner för det felaktiga avtalet med Medicall och 500 000 vardera för att inte ha gett information och inte ha säkerhetskopierat. Voice Integrate ålades att betala 650 000 kronor för att inte ha vidtagit lämpliga åtgärder för att skydda ljudfilerna. Region Stockholm ålades att betala 500 000 kronor och Region Sörmland och Region Värmland 250 000 kronor vardera för att ha brustit i sin information till de som ringer 1177.

## Teknisk infrastruktur i hälso- och sjukvård
Inera AB arbetar också med samordning i frågor kring digital infrastruktur inom hälso- och sjukvård. Detta är ett arbete som tidigare ingick i företaget Carelink AB. Carelink grundades år 2000 av Landstingsförbundet, Svenska kommunförbundet, Föreningen Vårdföretagarna samt Apoteket AB och finansierades av Sveriges Kommuner och Landsting (SKL), Vårdföretagarna, Apoteket samt Socialstyrelsen. Carelink hade år 2006 12 anställda.
Hösten 2006 inrättade Sveriges Kommuner och Landsting en ny beställarorganisation för upphandling av IT och tjänster varvid förutsättningarna för Carelink förändrades markant.
Detta ledde till verkställande direktörens avgång under våren 2007 samt ett av Carelinks styrelse offentligt uttalat behov att se över organisation och ägarstruktur[förklaring behövs]. Hösten 2007 framfördes långtgående planer på att Carelink skall läggas ner och istället ingå som en del i Sjukvårdsrådgivningen SVR AB. Detta genomfördes den 1 januari 2008.